# Mistrzostwa Rumunii w rugby union (2003/2004)
Divizia Națională 2003/2004 – osiemdziesiąte ósme mistrzostwa Rumunii w rugby union. Zawody odbywały się w dniach 8 listopada 2003 – 5 czerwca 2004 roku, a tytułu broniła drużyna Steaua Bukareszt.
Z niższej klasy rozgrywkowej awans uzyskały drużyny z Aradu i Lupeni, nad przystąpieniem do mistrzostw ze względów finansowych deliberował RC Bârlad, zespół ten znalazł ostatecznie sponsorów. Na początku lipca w atmosferze skandalu krajowa federacja zdecydowała o relegacji klubu REMIN Baia Mare po odkryciu, że w meczu o brąz poprzedniej edycji dwóch graczy znajdowało się pod wpływem niedozwolonego dopingu. Decyzja została potwierdzona na początku sierpnia, gdy liczba zawodników, u których wykryto norandrosteron zwiększyła się do dziewiętnastu, a zwolnione w lidze miejsce otrzymała drużyna CS Poli Agro Iași. Dodatkowo zespół z Baia Mare został retrospektywnie skreślony z listy uczestników sezonu 2002/2003, wiceprezes klubu otrzymał zawieszenie dożywotnie, a trener i wszyscy pozytywnie przetestowani rugbyści dwuletnie.
Rozgrywki ligowe prowadzone były w pierwszej fazie systemem kołowym według modelu dwurundowego w okresie jesień-wiosna. Czołowa czwórka ligowej tabeli awansowała do dwurundowej fazy play-off walcząc o mistrzostwo kraju, dwie najsłabsze drużyny zostały zaś relegowane. Początkowe informacje dotyczące rozkładu gier sugerowały rozpoczęcie sezonu 31 sierpnia 2003 roku z przerwą na Puchar Świata w Rugby 2003 bądź też rozgrywaniem spotkań w jego trakcie jednak bez reprezentantów kraju. Pod koniec lipca 2003 roku ogłoszono jednak, że pierwsze mecze sezonu rozegrane zostaną 8 listopada, układ meczów uległ następnie zmianie po usunięciu z rozgrywek zespołu z Baia Mare. Federacja zastrzegła możliwość przyśpieszenia terminów kilku kolejek, jeśli pogoda pozwoliłaby na ich rozegranie jeszcze w roku 2003 i skorzystała z tego prawa organizując kolejki 8–9 w drugiej dekadzie grudnia. Harmonogram rundy rewanżowej i fazy pucharowej został ogłoszony na początku lutego 2004 roku, faza play-off została następnie przesunięta wstecz o tydzień, by mecze seniorów o medale rozegrać wraz z juniorskimi, a ostatecznie przyśpieszone jeszcze o jeden dzień z uwagi na zaplanowane na 6 czerwca wybory samorządowe.
W półfinałach lepsze okazały się drużyny wyżej rozstawione, w nim lepsi od graczy Steauy okazali się zawodnicy Dynamo. Decydujący pojedynek sezonu był transmitowany na żywo w TVR2, na stadiony był także wolny wstęp, a poprowadził go arbiter z Francji. Brąz zdobyła drużyna CS Universitatea Cluj-Napoca, spadek zanotowały zaś zespoły reprezentujące Jassy i Bârlad.
Wynik meczu piętnastej kolejki pomiędzy Barlad i Iasi został zweryfikowany jako walkower dla gości z uwagi na brak karetki na stadionie, zaś w ostatniej kolejce spotkanie w Lupeni zostało przerwane przy prowadzeniu Farulu po 27 minutach po werbalnych atakach na arbitra ze strony graczy gospodarzy.

## Drużyny
| Klub                         | Miasto      |
| ---------------------------- | ----------- |
| Contor Arad                  | Arad        |
| RC Bârlad                    | Bârlad      |
| Dinamo Bukareszt             | Bukareszt   |
| Steaua Bukareszt             | Bukareszt   |
| CS Poli Agro Iași            | Jassy       |
| CS Universitatea Cluj-Napoca | Kluż-Napoka |
| RCJ Farul Constanța          | Konstanca   |
| Minerul Lupeni               | Lupeni      |
| CS Știință Petroșani         | Petroszany  |
| CSM Bucovina Suceava         | Suczawa     |

## Faza grupowa
| Gospodarz                     | Wynik                         | Gość                          |                               | Gospodarz                     | Wynik                         | Gość |
| Kolejka 1 – 8 listopada 2003  | Kolejka 1 – 8 listopada 2003  | Kolejka 1 – 8 listopada 2003  | Kolejka 10 – 3 kwietnia 2004  | Kolejka 10 – 3 kwietnia 2004  | Kolejka 10 – 3 kwietnia 2004  |      |
| ----------------------------- | ----------------------------- | ----------------------------- | ----------------------------- | ----------------------------- | ----------------------------- | ---- |
| Contor Arad                   | 21:32                         | Steaua Bukareszt              | Steaua Bukareszt              | 50:5                          | Contor Arad                   |      |
| Dinamo Bukareszt              | 86:10                         | Minerul Lupeni                | Minerul Lupeni                | 15:76                         | Dinamo Bukareszt              |      |
| CS Poli Agro Iași             | 0:23                          | RCJ Farul Constanța           | RCJ Farul Constanța           | 60:0                          | CS Poli Agro Iași             |      |
| RC Bârlad                     | 3:34                          | CS Universitatea Cluj-Napoca  | CS Universitatea Cluj-Napoca  | 58:6                          | RC Bârlad                     |      |
| CSM Bucovina Suceava          | 7:0                           | CS Știință Petroșani          | CS Știință Petroșani          | 47:0                          | CSM Bucovina Suceava          |      |
| Kolejka 2 – 12 listopada 2003 | Kolejka 2 – 12 listopada 2003 | Kolejka 2 – 12 listopada 2003 | Kolejka 11 – 8 kwietnia 2004  | Kolejka 11 – 8 kwietnia 2004  | Kolejka 11 – 8 kwietnia 2004  |      |
| Steaua Bukareszt              | 97:10                         | Minerul Lupeni                | Dinamo Bukareszt              | 43:0                          | CS Poli Agro Iași             |      |
| CS Poli Agro Iași             | 0:23                          | Dinamo Bukareszt              | RC Bârlad                     | 13:18                         | RCJ Farul Constanța           |      |
| RCJ Farul Constanța           | 39:10                         | RC Bârlad                     | CS Știință Petroșani          | 41:7                          | Contor Arad                   |      |
| CS Universitatea Cluj-Napoca  | 49:0                          | CSM Bucovina Suceava          | CSM Bucovina Suceava          | 5:32                          | CS Universitatea Cluj-Napoca  |      |
| Contor Arad                   | 37:10                         | CS Știință Petroșani          | Minerul Lupeni                | 6:80                          | Steaua Bukareszt              |      |
| Kolejka 3 – 15 listopada 2003 | Kolejka 3 – 15 listopada 2003 | Kolejka 3 – 15 listopada 2003 | Kolejka 12 – 14 kwietnia 2004 | Kolejka 12 – 14 kwietnia 2004 | Kolejka 12 – 14 kwietnia 2004 |      |
| CS Poli Agro Iași             | 3:53                          | Steaua Bukareszt              | Steaua Bukareszt              | 79:6                          | CS Poli Agro Iași             |      |
| CSM Bucovina Suceava          | 20:22                         | RCJ Farul Constanța           | RC Bârlad                     | 15:28                         | Dinamo Bukareszt              |      |
| Minerul Lupeni                | 34:24                         | Contor Arad                   | RCJ Farul Constanța           | 39:17                         | CSM Bucovina Suceava          |      |
| Dinamo Bukareszt              | 53:6                          | RC Bârlad                     | CS Universitatea Cluj-Napoca  | 34:13                         | CS Știință Petroșani          |      |
| CS Știință Petroșani          | 3:17                          | CS Universitatea Cluj-Napoca  | Contor Arad                   | 70:6                          | Minerul Lupeni                |      |
| Kolejka 4 – 22 listopada 2003 | Kolejka 4 – 22 listopada 2003 | Kolejka 4 – 22 listopada 2003 | Kolejka 13 – 17 kwietnia 2004 | Kolejka 13 – 17 kwietnia 2004 | Kolejka 13 – 17 kwietnia 2004 |      |
| CSM Bucovina Suceava          | 14:47                         | Dinamo Bukareszt              | Dinamo Bukareszt              | 77:5                          | CSM Bucovina Suceava          |      |
| RCJ Farul Constanța           | 25:12                         | CS Știință Petroșani          | RC Bârlad                     | 0:72                          | Steaua Bukareszt              |      |
| Steaua Bukareszt              | 79:6                          | RC Bârlad                     | CS Știință Petroșani          | 21:21                         | RCJ Farul Constanța           |      |
| Contor Arad                   | 30:15                         | CS Universitatea Cluj-Napoca  | CS Universitatea Cluj-Napoca  | 48:12                         | Contor Arad                   |      |
| Minerul Lupeni                | 36:10                         | CS Poli Agro Iași             | CS Poli Agro Iași             | 43:8                          | Minerul Lupeni                |      |
| Kolejka 5 – 26 listopada 2003 | Kolejka 5 – 26 listopada 2003 | Kolejka 5 – 26 listopada 2003 | Kolejka 14 – 24 kwietnia 2004 | Kolejka 14 – 24 kwietnia 2004 | Kolejka 14 – 24 kwietnia 2004 |      |
| CSM Bucovina Suceava          | 3:69                          | Steaua Bukareszt              | Steaua Bukareszt              | 99:0                          | CSM Bucovina Suceava          |      |
| Dinamo Bukareszt              | 39:6                          | CS Știință Petroșani          | CS Știință Petroșani          | 21:52                         | Dinamo Bukareszt              |      |
| RC Bârlad                     | 24:20                         | Minerul Lupeni                | RCJ Farul Constanța           | 20:23                         | CS Universitatea Cluj-Napoca  |      |
| CS Poli Agro Iași             | 6:12                          | Contor Arad                   | Minerul Lupeni                | 34:9                          | RC Bârlad                     |      |
| CS Universitatea Cluj-Napoca  | 22:5                          | RCJ Farul Constanța           | Contor Arad                   | 22:16                         | CS Poli Agro Iași             |      |
| Kolejka 6 – 29 listopada 2003 | Kolejka 6 – 29 listopada 2003 | Kolejka 6 – 29 listopada 2003 | Kolejka 15 – 28 kwietnia 2004 | Kolejka 15 – 28 kwietnia 2004 | Kolejka 15 – 28 kwietnia 2004 |      |
| Steaua Bukareszt              | 16:9                          | CS Știință Petroșani          | CS Știință Petroșani          | 7:41                          | Steaua Bukareszt              |      |
| CS Universitatea Cluj-Napoca  | 13:13                         | Dinamo Bukareszt              | Dinamo Bukareszt              | 36:0                          | CS Universitatea Cluj-Napoca  |      |
| Contor Arad                   | 36:17                         | RCJ Farul Constanța           | RCJ Farul Constanța           | 14:23                         | Contor Arad                   |      |
| Minerul Lupeni                | 42:5                          | CSM Bucovina Suceava          | CSM Bucovina Suceava          | 92:5                          | Minerul Lupeni                |      |
| CS Poli Agro Iași             | 21:22                         | RC Bârlad                     | RC Bârlad                     | 0:5                           | CS Poli Agro Iași             |      |
| Kolejka 7 – 6 grudnia 2003    | Kolejka 7 – 6 grudnia 2003    | Kolejka 7 – 6 grudnia 2003    | Kolejka 16 – 1 maja 2004      | Kolejka 16 – 1 maja 2004      | Kolejka 16 – 1 maja 2004      |      |
| CS Universitatea Cluj-Napoca  | 14:21                         | Steaua Bukareszt              | Steaua Bukareszt              | 74:13                         | CS Universitatea Cluj-Napoca  |      |
| CS Știință Petroșani          | 49:19                         | Minerul Lupeni                | RCJ Farul Constanța           | 3:54                          | Dinamo Bukareszt              |      |
| CSM Bucovina Suceava          | 18:13                         | CS Poli Agro Iași             | Minerul Lupeni                | 19:3                          | CS Știință Petroșani          |      |
| RC Bârlad                     | 20:10                         | Contor Arad                   | Contor Arad                   | 24:5                          | RC Bârlad                     |      |
| Dinamo Bukareszt              | 62:10                         | RCJ Farul Constanța           | CS Poli Agro Iași             | 9:9                           | CSM Bucovina Suceava          |      |
| Kolejka 8 – 10 grudnia 2003   | Kolejka 8 – 10 grudnia 2003   | Kolejka 8 – 10 grudnia 2003   | Kolejka 17 – 5 maja 2004      | Kolejka 17 – 5 maja 2004      | Kolejka 17 – 5 maja 2004      |      |
| Contor Arad                   | 7:24                          | Dinamo Bukareszt              | RCJ Farul Constanța           | 0:95                          | Steaua Bukareszt              |      |
| Minerul Lupeni                | 22:24                         | CS Universitatea Cluj-Napoca  | Dinamo Bukareszt              | 43:30                         | Contor Arad                   |      |
| CS Poli Agro Iași             | 13:22                         | CS Știință Petroșani          | CS Universitatea Cluj-Napoca  | 82:22                         | Minerul Lupeni                |      |
| RC Bârlad                     | 33:25                         | CSM Bucovina Suceava          | CS Știință Petroșani          | 32:13                         | CS Poli Agro Iași             |      |
| Steaua Bukareszt              | 66:8                          | RCJ Farul Constanța           | CSM Bucovina Suceava          | 41:13                         | RC Bârlad                     |      |
| Kolejka 9 – 13 grudnia 2003   | Kolejka 9 – 13 grudnia 2003   | Kolejka 9 – 13 grudnia 2003   | Kolejka 18 – 8 maja 2004      | Kolejka 18 – 8 maja 2004      | Kolejka 18 – 8 maja 2004      |      |
| Dinamo Bukareszt              | 9:19                          | Steaua Bukareszt              | Minerul Lupeni                | 0:15                          | RCJ Farul Constanța           |      |
| RCJ Farul Constanța           | 80:3                          | Minerul Lupeni                | CS Poli Agro Iași             | 10:37                         | CS Universitatea Cluj-Napoca  |      |
| CS Universitatea Cluj-Napoca  | 70:9                          | CS Poli Agro Iași             | RC Bârlad                     | 41:10                         | CS Știință Petroșani          |      |
| CS Știință Petroșani          | 39:9                          | RC Bârlad                     | Contor Arad                   | 67:14                         | CSM Bucovina Suceava          |      |
| CSM Bucovina Suceava          | 8:3                           | Contor Arad                   | Steaua Bukareszt              | 19:12                         | Dinamo Bukareszt              |      |

## Faza pucharowa
|  |                              |                              |                  |                   |    |                  |                  |       |
|  | Półfinały                    | Półfinały                    | Półfinały        |                   |    | Finał            | Finał            | Finał |
|  | Półfinały                    | Półfinały                    | Półfinały        |                   |    | Finał            | Finał            | Finał |
|  | 29 maja 2004                 |                              |                  |                   |    |                  |                  |       |
|  |                              |                              |                  |                   |    |                  |                  |       |
|  | Steaua Bukareszt             | Steaua Bukareszt             | 136              |                   |    |                  |                  |       |
|  | Steaua Bukareszt             | Steaua Bukareszt             | 136              | 5 czerwca 2004    |    |                  |                  |       |
|  | RCJ Farul Constanța          | RCJ Farul Constanța          | 0                |                   |    |                  |                  |       |
|  | RCJ Farul Constanța          | RCJ Farul Constanța          | 0                |                   |    | Steaua Bukareszt | Steaua Bukareszt | 21    |
|  | 29 maja 2004                 |                              |                  |                   |    | Steaua Bukareszt | Steaua Bukareszt | 21    |
|  |                              |                              | Dinamo Bukareszt | Dinamo Bukareszt  | 32 |                  |                  |       |
|  | Dinamo Bukareszt             | Dinamo Bukareszt             | Dinamo Bukareszt | Dinamo Bukareszt  | 32 | 23               |                  |       |
|  | Dinamo Bukareszt             | Dinamo Bukareszt             |                  |                   |    |                  |                  |       |
|  | CS Universitatea Cluj-Napoca | CS Universitatea Cluj-Napoca | 10               |                   |    |                  |                  |       |
|  | CS Universitatea Cluj-Napoca | CS Universitatea Cluj-Napoca | 10               | Mecz o 3. miejsce |    |                  |                  |       |
|  |                              |                              |                  |                   |    |                  |                  |       |
|  | 4 czerwca 2004               |                              |                  |                   |    |                  |                  |       |
|  |                              |                              |                  |                   |    |                  |                  |       |
|  | CS Universitatea Cluj-Napoca | CS Universitatea Cluj-Napoca | 28               |                   |    |                  |                  |       |
|  | CS Universitatea Cluj-Napoca | CS Universitatea Cluj-Napoca | 28               |                   |    |                  |                  |       |
|  | RCJ Farul Constanța          | RCJ Farul Constanța          | 6                |                   |    |                  |                  |       |
|  | RCJ Farul Constanța          | RCJ Farul Constanța          | 6                |                   |    |                  |                  |       |

| 29 maja 200414:00 | Steaua Bukareszt | 136:0 | RCJ Farul Constanța | Ghencea, Bukareszt Sędzia: George Bărgăunaș |
| 29 maja 200414:00 |                  | 136:0 |                     | Ghencea, Bukareszt Sędzia: George Bărgăunaș |

| 29 maja 200410:00 | Dinamo Bukareszt | 23:10 | CS Universitatea Cluj-Napoca | Stadionul Olimpia, Bukareszt Sędzia: Jean-Christophe Gastou |
| 29 maja 200410:00 |                  | 23:10 |                              | Stadionul Olimpia, Bukareszt Sędzia: Jean-Christophe Gastou |

| 5 czerwca 200418:30 | Steaua Bukareszt | 21:32 | Dinamo Bukareszt | Ghencea, Bukareszt Sędzia: Jean-Christophe Gastou |
| 5 czerwca 200418:30 |                  | 21:32 |                  | Ghencea, Bukareszt Sędzia: Jean-Christophe Gastou |

| 4 czerwca 200418:30 | CS Universitatea Cluj-Napoca | 28:6 | RCJ Farul Constanța | Stadionul Național Lia Manoliu, Bukareszt Sędzia: George Bărgăunaș |
| 4 czerwca 200418:30 |                              | 28:6 |                     | Stadionul Național Lia Manoliu, Bukareszt Sędzia: George Bărgăunaș |